# Stilb
Stilb (z gr. stilbei – błyszczeć, lśnić) – jednostka luminacji źródła światła w układzie CGS, oznaczana sb.
Nazwa wprowadzona ok. 1920 przez francuskiego fizyka André Blondela (1863-1938).
1 stilb jest luminancją powierzchni płaskiej o polu 1 {\displaystyle cm^{2}} i światłości 1 kandeli.
{\displaystyle \mathrm {1\,sb=1\,{\frac {cd}{cm^{2}}}} }
Zależności między innymi jednostkami:
- {\displaystyle \mathrm {1\,sb=1\,{\frac {cd}{cm^{2}}}=10^{4}\,{\frac {cd}{m^{2}}}} }
- {\displaystyle \mathrm {1\,{\frac {cd}{m^{2}}}=10^{-4}\,sb} }
- {\displaystyle 1{sb}=10^{4}{nt}}